# Requiem (film, 1982)
Pour les articles homonymes, voir Requiem (homonymie).
Pour plus de détails, voir Fiche technique et Distribution.
Requiem est un film hongrois réalisé par Zoltán Fábri, sorti en 1982.

## Fiche technique
- Titre : Requiem
- Réalisation : Zoltán Fábri
- Scénario : Zoltán Fábri d'après la novella de István Örkény
- Musique : György Vukán
- Photographie : György Illés
- Montage : Ferencné Szécsényi
- Société de production : Mafilm
- Pays :  Hongrie
- Genre : Drame
- Durée : 103 minutes
- Dates de sortie : 
  -  Hongrie : 4 février 1982

## Distribution
- Edit Frajt : Netti
- Lajos Balázsovits : Hannover István
- László Gálffi : Pelle Gyula
- György Kálmán : Dr. Ágoston
- László György : Cellatárs

## Distinctions
Le film a été présenté en sélection officielle en compétition lors de Berlinale 1982.